# Зозулинский сельский совет
Зозулинский сельский совет (укр. Зозулинська сільська рада) — входит в состав
Залещицкого района
Тернопольской области
Украины.
Административный центр сельского совета находится в 
с. Зозулинцы.

## История
- 1532 — дата образования.

## Населённые пункты совета
- с. Зозулинцы
- с. Виноградное